# As Kanoume Apopse Mian Arhi
As Kanoume Apopse Mian Arhi es el álbum debut de la cantante greco-chipriota Anna Vissi. Fue lanzado en Grecia y Chipre por el sello Minos EMI en 1977.

## Acerca del álbum
En la industria musical griega de los años 70, uno de los requisitos para grabar un álbum personal era tener cierta experiencia mediante la colaboración en trabajos de otros artistas ya establecidos. Debido a que la joven Anna Vissi ya había hecho varios trabajos con músicos de renombre como Mikis Theodorakis y George Dalaras, el sello discográfico Minos EMI le ofrece grabar su primer disco propio.
El corte difusión, "As Kanoume Apopse Mian Arhi", que le da nombre al álbum, fue cantado por Anna en el Festival de la Canción de Tesalónica el 26 de septiembre de 1977, obteniendo el primer premio.
En 1987, "As Kanoume Apopse Mian Arhi" estaba entre la selección de los álbumes que Minos EMI decidió lanzar en CD, ya que todavía era popular. 
En 2006, fue lanzada una edición remasterizada de este álbum, incluyendo un CD extra con canciones adicionales de su carrera temprana. 
Las canciones fueron escritas y compuestas por Doros Georgiadis, Spiros Blassopoulos, Antonis Vardis, Panos Falaras, Giannis Spanos, Manos Eleftheriou, M. Terzis, G. Karakatsanis, G. Gerasimidis, y K. Loizos.

## Listado de temas

### Versión original (1977)
1. "As Kanoume Apopse Mian Arhi"
2. "Agapise Me"
3. "Oi Kiklades"
4. "Kladi Rodias"
5. "Sou Dosa Na Peis"
6. "Mi Bazeis Mavro"
7. "Namouna Sta Cheria Sou"
8. "Oi Nikimeni Eimaste Emeis"
9. "Apo Edo Kai Apo Kei"
10. "Geia Sas Triantafylla"
11. "I Agapi Sou Sholeio"
12. "To Tali Tampo"
13. "Ilie Mou"

### Edición remasterizada (2006)
| Disco 1: Álbum original 1. "As Kanoume Apopse Mian Arhi" 2. "Agapise Me" 3. "Oi Kiklades" 4. "Kladi Rodias" 5. "Sou Dosa Na Peis" 6. "Mi Bazeis Mavro" 7. "Namouna Sta Cheria Sou" 8. "Oi Nikimeni Eimaste Emeis" 9. "Apo Edo Kai Apo Kei" 10. "Geia Sas Triantafylla" 11. "I Agapi Sou Sholeio" 12. "To Tali Tampo" 13. "Ilie Mou" | Disco 2: Grabaciones 1974-1978 1. "S' Agapo" 2. "Dipsasa Stin Porta Sou" 3. "Paramithi Ksehasmeno" 4. "Gia Tin Agapi Pes Mou" 5. "To Palikari" 6. "To Palio To Aeroplano" 7. "Savvatiatika" 8. "Nikisame" feat Doros Georgiades 9. "Krivame Tin Agapi Mas" 10. "Giati Gelas" 11. "Oute Ena S'Agapo" 12. "San Ta Pinasmena Peristeria" 13. "Mia Mikri Psihoula" 14. "Thelo" 15. "Oh! Maria" 16. "Kos Nobel" |

## Sencillos
- "As Kanoume Apopse Mian Arhi" (#1 for 1 week)
- "Mi Vazis Mavro" (#4)
- "Na Mouna Sta Heria Sou Karavi" (#6)
- "Sou Dosa Na Pieis" (#10)

## Créditos
| LP Original & Reedición en CD Edición Remasterizada (2006): CD 1 - Andreas Aggelakis - letra - Manos Eleftheriou - letra - Panos Falaras - letra - Doros Georgiadis - música, letra - G. Gerasimidis - música, letra - Dimitris Iatropoulos - letra - Tasos Karakatsanis - música - K. Loïzos - música - Kostis Palamas - letra - Polydoros - letra - Yiannis Spanos - música - Sotia Tsotou - letra - Antonis Vardis - música, guitarra - Anna Vissi - voz - Spiros Vlassopoulos - música Edición Remasterizada (2006): CD 2 - Akos Daskalopoulos (alias: M. Korfiatis) - letra - Manos Eleftheriou - letra - Manos Eleftheriou - letra - Doros Georgiadis - música, letra, voz - Christos Gkartzos - música | - Giorgos Hadjinasios - música - Nikos Karvelas - música - Stavros Kougioumtzis - música, letra - Spiros Papavasiliou- música - Lakis Teäzis - letra - Barbara Tsimboulis - letra - Sotia Tsotou - letra - Anna Vissi - voz Producción - Achilleas Theofilou - productor - Giorgos Lefentarios - asistente de producción - Peter McNamee - ingeniero de grabación en Studio Polysound - Doros Georgiadis- arreglos, instrumentación, dirección orquestal en temas 1, 6, 12 - Tasos Karakatsanis - arreglos, instrumentación, dirección orquestal en temas 2, 3, 4, 7, 8, 9, 10, 13 - Yiannis Spanos - arreglos, instrumentación, dirección orquestal en temas 5, 11 Diseño - Jacques Iakovides - fotografía - Th. & M. Voulgaridi-Hatzistyli - diseño de cubierta |

Créditos adaptados de las notas del álbum.